# Willie Nelson
Willie Hugh Nelson (Abbott, Texas, 29 de abril de 1933) es un cantante, compositor y guitarrista estadounidense de country. El éxito en la crítica de sus álbumes Shotgun Willie (1973), Red Headed Stranger (1975) y Stardust (1978) convirtieron a Nelson en uno de los artistas más reconocidos de la música country. Es una de las principales figuras del outlaw country, un subgénero desarrollado a finales de la década de 1960 como reacción a las restricciones conservadoras del sonido Nashville. Además de desarrollar una larga carrera musical, Nelson ha actuado en más de treinta largometrajes, coescrito varios libros e involucrado como activista en favor del uso de biocombustibles y la legalización de la marihuana.
Nacido durante la Gran Depresión y criado por sus abuelos, Nelson compuso su primera canción a los siete años y se unió a su primera banda a los diez. Durante sus años en la escuela secundaria, actuó como cantante y guitarrista del grupo Bohemian Polka. Después de graduarse, en 1950, se unió a la Fuerza Aérea, pero fue rechazado debido a problemas de espalda. A su regreso, Nelson asistió a la Universidad Baylor, pero la abandonó para dedicarse a la música. Durante este tiempo, trabajó como DJ en diferentes cadenas de radio de Texas y como cantante en bares, antes de trasladarse a Vancouver, Washington, donde compuso «Family Bible» y grabó la canción «Lumberjack» en 1956. Dos años después, volvió a Texas tras firmar un contrato con D Records, y comenzó a componer canciones que con los años se convirtieron en clásicos del country, como «Funny How Time Slips Away», «Hello Walls», «Pretty Paper» y «Crazy». En 1960 volvió a Nashville y firmó un contrato con Pamper Music que le permitió unirse al grupo de Ray Price como bajista. En 1962, grabó su primer álbum, ...And Then I Wrote. Dos años después, firmó otro contrato con RCA Victor y se unió al Grand Ole Opry. Tras varios éxitos entre finales de los 60 y comienzos de los 70, Nelson se retiró en 1972 y se trasladó a Austin, Texas. La creciente popularidad de la música hippie en Austin motivó a Nelson a regresar al panorama musical y tocó con frecuencia en el Armadillo World Headquarters.
En 1973, después de firmar con Atlantic Records, Nelson se inmiscuyó en el outlaw country, con álbumes como Shotgun Willie y Phases and Stages. En 1975 pasó a Columbia Records, con quien grabó Red Headed Stranger. El mismo año grabó Wanted! The Outlaws, un álbum de country con Waylon Jennings, Jessi Colter y Tompall Glaser. Durante la década de 1980, formó el supergrupo The Highwaymen junto a Jennings, Johnny Cash y Kris Kristofferson. En 1990, los activos de Nelson fueron incautados por el Servicio de Impuestos Internos, según el cual el músico debía al Estado 32 millones de dólares. Poco después descubrió que sus contadores, Price Waterhouse, no había pagado los impuestos de Nelson durante años. La dificultad de pagar su deuda se vio agravada por las reducidas inversiones que había hecho durante la década anterior. En 1991, Nelson publicó The IRS Tapes: Who'll Buy My Memories?, y dos años después, los beneficios del álbum, destinados a la IRS, junto a la subasta de sus activos, finiquitaron la deuda. Durante la década, Nelson continuó ofreciendo conciertos con frecuencia y publicando álbumes casi de forma anual, en los que exploró nuevos géneros como el blues, el jazz y el pop tradicional de Estados Unidos.

## Biografía

### Infancia y comienzos musicales (1933–1972)
Willie Nelson nació en Abbott, Texas el 29 de abril de 1933, durante la Gran Depresión, hijo de Myrle Marie e Ira Doyle Nelson. Aunque nació el 29 de abril, fue incluido en el registro civil por el doctor F.D. Sims un día más tarde. Fue llamado Willie por su primo Mildred, que también escogió Hugh como su apellido, en honor de su hermano recientemente fallecido. Los ancestros de la familia Nelson son ingleses, irlandeses y cheroquis. Sus padres se mudaron de Arkansas en 1929 para buscar trabajo. El abuelo de Nelson, William, trabajó como herrero, mientras que su padre trabajó como mecánico.

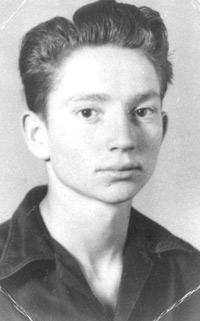
Willie Nelson en su infancia.

Su madre se marchó poco después de su nacimiento, y su padre volvió a casarse al poco tiempo, abandonando a Willie y a su hermana Bobbie, que fueron criados por sus abuelos. Los abuelos, que aprendieron a cantar en Arkansas, inculcaron la música en sus nietos. El abuelo de Nelson le compró una guitarra cuando tenía seis años y le enseñó algunos acordes, mientras que su hermana aprendió a cantar canciones góspel en la iglesia local. Willie compuso su primera canción a los siete años, y con nueve tocó la guitarra para la banda local Bohemian Polka. Durante el verano, la familia recogía algodón junto a otros vecinos de Abbott, un trabajo que no gustaba a Willie, por lo que empezó a ganar dinero cantando en tabernas y salones locales a la edad de trece años. Las primeras influencias musicales de Nelson fueron Hank Williams, Bob Wills, Lefty Frizzell, Ray Price, Ernest Tubb, Hank Snow, Django Reinhardt, Frank Sinatra y Louis Armstrong.

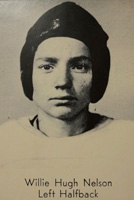
Retrato de Nelson como jugador de fútbol americano en 1950.

Nelson acudió a la Abott High School, donde fue miembro de los equipos de fútbol americano, baloncesto y béisbol. También crio cerdos para la Future Farmers of America Organization. Durante su estancia en la escuela secundaria, cantó y tocó la guitarra en The Texans, un grupo formado por su cuñado, Bud Fletcher. La banda tocaba en honky towns y también en la radio KHBR de Hillsboro (Texas). Mientras tanto, Nelson tuvo un breve trabajo como operador de telefonía en Abbott, seguido de otro como podador de árboles para la empresa local de electricidad. Después de abandonar la escuela en 1950, ingresó en la Fuerza Aérea de los Estados Unidos durante nueve meses.
Tras su retorno, se casó con Martha Matthews en 1952, y entre 1954 y 1956 estudió agricultura en la Universidad de Baylor. Nelson se unió a la fraternidad Tau Kappa Epsilon, pero salió de ella para emprender una carrera musical. Entretanto, trabajó como guardia de un club nocturno, como fabricante de monturas, nuevamente como podador y como obrero en un yacimiento petrolífero. Más tarde se unió a la banda de Johnny Bush. Nelson se trasladó con su familia a Pleasanton, Texas, donde hizo una audición como pinchadiscos para la estación de radio KBOP. El propietario de la estación, Ben Parker, dio a Nelson el trabajo, a pesar de darse cuenta de que no tenía experiencia como trabajador de la radio. Luego estuvo temporadas trabajando para la KDNT en Denton, Texas y para la KCUL y la KCNC en Fort Worth, pueblo donde presentó The Western Express y tocó en clubes nocturnos. A continuación, Nelson decidió trasladarse a San Diego, California, y tras estar un tiempo sin encontrar trabajo, hizo autostop hasta llegar a Portland, Oregón, donde vivía su madre.

### Carrera musical

#### Comienzos (1956–1972)
Poco tiempo después fue contratado por KVAN en Vancouver (Washington), al mismo tiempo que aparecía con frecuencia en un espectáculo televisivo. En 1956 grabó su primer sencillo, "No Place for Me", que incluyó la canción de Leon Payne "Lumberjack" como cara B. Aunque el sencillo no obtuvo éxito, Nelson continuó trabajando como anunciante de radio y cantando en clubes de Vancouver. Trabajó en varios clubes nocturnos de Colorado antes de trasladarse a Springfield, Misuri, donde trabajó como lavaplatos. Descontento con su trabajo, regresó a Texas, y tras un tiempo en Waco, se estableció en Fort Worth y abandonó el negocio de la música durante un año. En este tiempo, vendió biblias y aspiradoras a domicilio, y finalmente se convirtió en un gerente de ventas de Encyclopedia Americana.
Después de nacer su hijo Billy en 1958, la familia Nelson se trasladó a Houston. En el camino, Nelson paró en el Esquire Ballroom para vender sus composiciones al cantante Larry Butler. Butler se negó a comprar la canción "Mr. Record Man" por diez dólares, y en su lugar le dio a Nelson un préstamo de cincuenta dólares para alquilar un apartamento y un trabajo durante seis noches cantando en el club. Nelson alquiló un apartamento cerca de Houston, donde también trabajó como pinchadiscos en la estación de radio de Pasadena, Texas. Durante este tiempo, grabó dos sencillos para Pappy Daily en D Records: "The Storm Has Just Begun"/"Man With the Blues" y "What a Way to Live"/"Misery Mansion". Nelson fue posteriormente contratado por el instructor de guitarra Paul Buskirk para trabajar como instructor en su escuela. Vendió la canción "Family Bible" a Burskirk por cincuenta dólares y "Night Life" por 150. "Family Bible" se convirtió en un éxito para Claude Gray en 1960.
Nelson volvió a moverse a Nashville en 1960, pero ningún sello discográfico le contrató y gran parte de sus demos fueron rechazadas. Nelson solía frecuentar el Tootsie's Orchid Lounge, un bar cerca del Grand Ole Opry, también visitado por estrellas del show y por otros cantantes y compositores en busca de una carrera. Nelson conoció en el bar a Hank Cochran, un compositor que trabajaba para la compañía Pamper Music, propiedad de Ray Price y Hal Smith. Cochran escuchó a Nelson durante una jam session con Buddy Emmons y Jimmy Day, y convenció a Hal Smith para que contratara a Nelson. En Tootsie's también conoció a Faron Young, quien decidió grabar la canción de Nelson "Hello Walls" después de verlo cantar. Después de que Price grabase "Night Life", Nelson se unió a su grupo como bajista. Tocando con Price & The Cherokee Cowboys, sus canciones se convirtieron en éxitos para otros artistas, incluyendo "Funny How Time Slips Away" (Billy Walker), "Pretty Paper" (Roy Orbison) y "Crazy" (Patsy Cline).

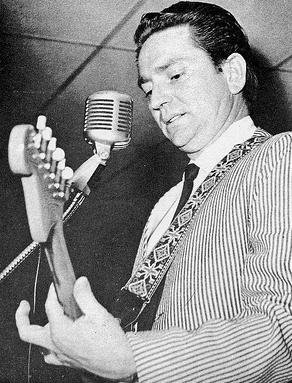
Nelson tocando en el Grand Ole Opry en 1965.

Nelson firmó con Liberty Records y en agosto de 1961 grabó en los Quonset Hut Studios. Sus dos primeros sencillos como artista fueron publicados al año siguiente, incluyendo "Willingly", que llegó al número diez en las listas de temas country, y "Touch Me", que alcanzó el siete. La estancia de Nelson en Liberty produjo su primer álbum, titulado ...And Then I Wrote, publicado en septiembre de 1962. Un año después, Nelson se casó con Shirley Collie en Las Vegas (Nevada), y después trabajó en las oficinas de Pamper Records en Pico Rivera, California. Dado que el trabajo no le permitía tener suficiente tiempo para tocar música, lo abandonó y compró un rancho en Ridgetop (Tennessee), a las afueras de Nashville. Fred Foster, de Monument Records, contrató a Nelson a comienzos de 1964, si bien solo llegó a publicar un sencillo, "I Never Cared for You", con la compañía.
En el otoño de 1964, Nelson había firmado con RCA Records, a instancias de Chet Atkins, un contrato por 10 000 dólares anuales. Country Willie – His Own Songs se convirtió en su primer álbum grabado para RCA. El mismo año se unió al Grand Ole Opry, y conoció a Waylon Jennings después de verlo en un concierto en Phoenix (Arizona). En 1967 formó The Record Men, su propia banda, integrada por Johnny Bush, Jimmy Day, Paul English y David Zettner. Durante sus primeros años en RCA, Nelson no tuvo éxitos significativos, pero entre noviembre de 1966 y marzo de 1969, sus sencillos alcanzaron en su mayoría el top 25: "One In a Row", "The Party's Over" y "Bring Me Sunshine" fueron los trabajos mejor vendidos de Nelson durante su estancia en RCA al llegar a los puestos 19, 24 y 13 respectivamente en la lista estadounidense Hot Country Songs.
A comienzos de la década de 1970, Nelson experimentó varios problemas personales y financieros. La mayor parte de sus regalías por componer canciones habían sido invertidas en giras que no producían suficientes beneficios. Además, se divorció de su esposa Shirley Collie, y su rancho de Ridgetop sufrió un incendio. Nelson interpretó los hechos como una señal apropiada para un cambio y se mudó a otro rancho cerca de Bandera (Texas) y se casó con Connie Koepke. En 1971, su sencillo "I'm a Memory" alcanzó el puesto veintiocho en la lista Hot Country Songs. Tras grabar con RCA su último trabajo, "Mountain Dew", la compañía discográfica le solicitó que renovara su contrato antes de lo previsto, con la implicación de que el sello no iba a publicar sus últimas grabaciones en caso de que se negara.
Debido al fracaso de sus álbumes, y particularmente frustrado por la recepción de Yesterday's Wine, aunque su contrato no había expirado, Nelson decidió volver a retirarse temporalmente de la música. Se trasladó a Austin (Texas), donde la floreciente escena musical hippie rejuveneció al cantante. Su popularidad en Austin se disparó al tocar su propio estilo musical, marcado por influencias del country, el folk y el jazz. En marzo, tocó en Dripping Springs Reunion, un festival de música de country que inspiró a Nelson a crear el Fourth of July Picnic, su propio evento musical anual que emprendió al año siguiente.
Poco después, Nelson decidió volver al negocio de la industria musical: contrató a Neil Rashen como su representante para negociar con RCA el vencimiento de su contrato mediante el reembolso de 14 000 dólares. A continuación, Nelson firmó con Atlantic Records un contrato por valor de 25 000 dólares anuales, convirtiéndose en el primer artista de country de la compañía. Formó un nuevo grupo de respaldo, llamado Family, y grabó el álbum Shotgun Willie en febrero de 1973.

#### Representante deloutlaw country(1973–1989)
Shotgun Willie, publicado en mayo de 1973, llevó a Nelson a un nuevo estilo musical, el outlaw country, del cual Nelson dijo que "aclaró su garganta". Su siguiente trabajo, Phases and Stages, publicado en 1974, fue un álbum conceptual sobre divorcios, inspirado en su propia experiencia: mientras que la primera cara relata los acontecimientos desde el punto de vista de una mujer, la segunda cara lo hace desde el de un hombre. El mismo año, produjo y participó en el episodio piloto del programa de la PBS Austin City Limits.

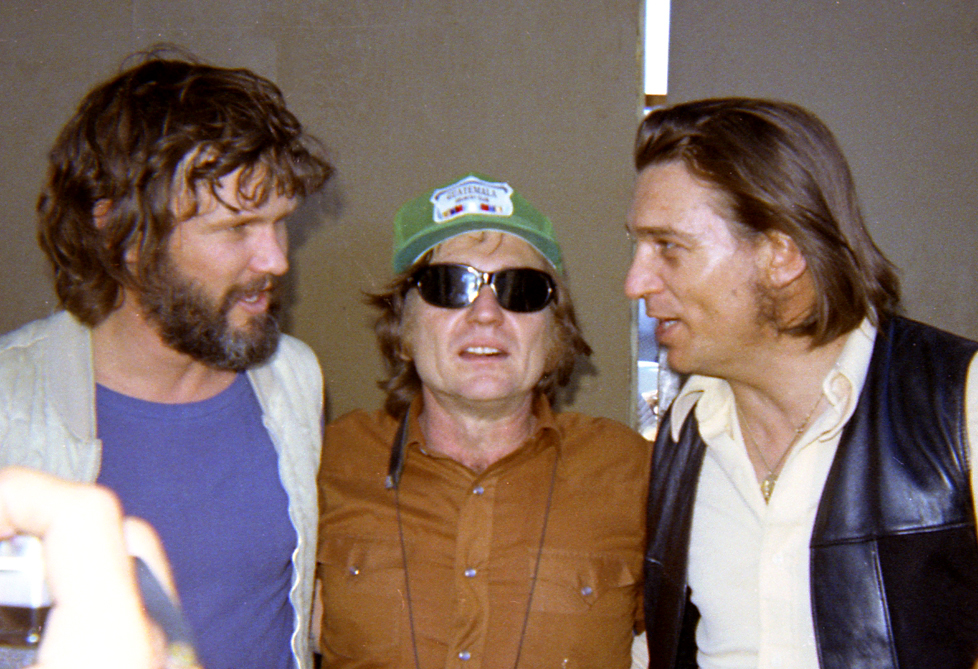
Kris Kristofferson, Willie Nelson y Waylon Jennings en el Dripping Springs Reunion de 1972.

Al año siguiente, Nelson firmó un contrato con Columbia Records con el que el músico tenía pleno control de su proceso creativo. El resultado fue el álbum conceptual Red Headed Stranger, que obtuvo buenas reseñas de la prensa musical y un notable éxito comercial. Aunque Columbia era reacia a publicar un álbum con solo una guitarra y un piano como acompañamiento musical, Nelson y Waylon Jennings insistieron en su lanzamiento. El álbum incluyó una versión de la canción de Fred Rose "Blue Eyes Crying in the Rain", lanzada como sencillo, que fue el primer número uno de Nelson en la lista Hot Country Songs.
A medida que Jennings también lograba éxito en la escena country a comienzos de la década, la pareja fue incluida como representantes de un género llamado outlaw country, una escisión del country al no ajustarse a las normas arquetípicas del sonido Nashville. El álbum Wanted! The Outlaws en 1976 con Jessi Colter y Tompall Glaser cimentó la imagen de Nelson como un fuera de la ley y se convirtió en el primer disco de platino de la música country. A finales de año, Nelson publicó The Sound in Your Mind, también certificado como disco de platino, y The Troublemaker, su primer disco de góspel. En 1978, Nelson publicó otros dos álbumes certificados como discos de platino: uno, Waylon & Willie, fue una colaboración con Jennings que incluyó "Mammas Don't Let Your Babies Grow Up to Be Cowboys", un sencillo compuesto por Ed Bruce, y Stardust, un inusual disco de clásicos interpretados a la guitarra y producido por Booker T. Jones. El músico continuó en lo alto de la lista Hot Country Songs durante la segunda mitad de la década, con sencillos como "If You've Got the Money I've Got the Time" y "Uncloudy Day", que alcanzaron los puestos uno y cuatro respectivamente.
Durante la década de 1980, Welson grabó una serie de canciones de éxito como "Midnight Rider", una versión del tema de Allman Brothers Band para el álbum The Electric Horseman, la canción "On the Road Again" para la banda sonora de Honeysuckle Rose, y un dúo con Julio Iglesias titulado "To All the Girls I've Loved Before".
En 1982, publicó Pancho & Lefty, un álbum junto a Merle Haggard producido por Chips Moman. Durante la grabación de Pancho & Lefty, el guitarrista Johnny Christopher, coescritor de "Always on My Mind", intentó que Haggard grabase una versión del tema. Nelson, que estaba al tanto de la versión realizada por Elvis Presley, le pidió que la grabara. Producida por Moman, la canción fue publicada como sencillo y dio título a un álbum homónimo. La canción alcanzó el primer puesto en la lista Hot Country Songs y el cinco en la Billboard Hot 100, su mejor registro a lo largo de su dilatada carrera. La canción ganó también tres premios en la 25.ª entrega de los Grammy, en las categorías de canción del año, mejor canción country y mejor interpretación vocal country masculina. El sencillo fue certificado como disco de platino, mientras que el álbum consiguió una certificación de cuádruple disco de platino y fue introducido en el Salón de la Fama de los Grammy en 2008.
Poco después, volvió a colaborar con Jennings en dos álbumes, WWII y Take It to the Limit. A mediados de la década, Nelson, Jennings, Kristofferson y Johnny Cash formaron The Highwaymen, un grupo con el que publicó tres discos y salió en ocasiones de gira. Entretanto, se involucró más a menudo en obras de caridad, y participó en la grabación de "We Are the World" en 1984. Un año después, obtuvo otro éxito con Half Nelson, un álbum de dúos con una amplia gama de artistas como Ray Charles y Neil Young.

#### Problemas con Internal Revenue Service (1990–1995)

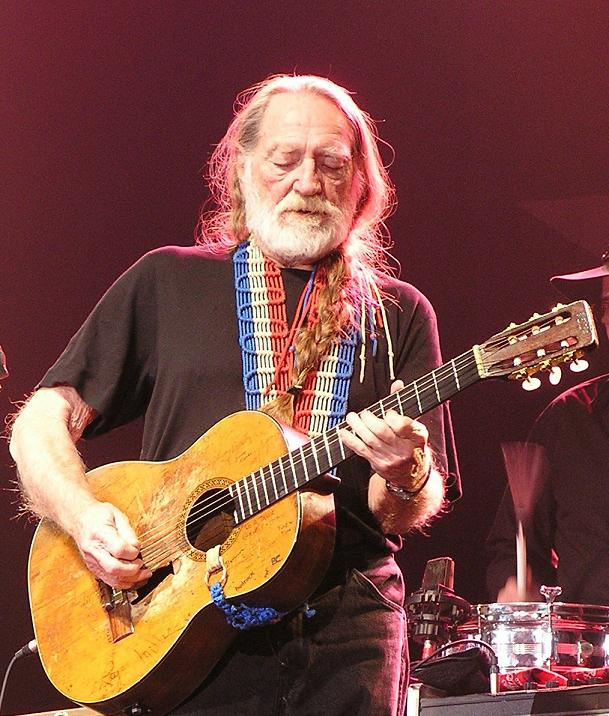
Nelson y su guitarra "Trigger" en un concierto en Cardiff en enero de 2007.

En 1990, el Servicio de Impuestos Internos (IRS) embargó la mayoría de los activos de Nelson, alegando que debía al fisco estadounidense 32 millones de dólares. Además de los impuestos no pagados, la situación de Nelson se vio agravada por las débiles inversiones que había realizado durante la década anterior. Su abogado, Jay Boldberg, negoció la suma con el servicio y la rebajó a dieciséis millones. Finalmente, su abogado renegoció un acuerdo con la IRS en el que Nelson debería pagar seis millones, aunque finalmente no cumplió con el acuerdo.
Durante su problema con el fisco, el músico publicó The IRS Tapes: Who'll Buy My Memories?, un doble álbum cuyos beneficios fueron destinados íntegramente a pagar su deuda con la IRS. De forma paralela, muchos de sus bienes fueron subastados y adquiridos por amigos, que donaron o alquilaron sus posesiones a un precio nominal. Además, demandó a Price Waterhouse, afirmando que pusieron su dinero en paraísos fiscales ilegales. El juicio se resolvió por una cantidad de dinero no revelada y Nelson despejó sus deudas en 1993.

#### Nelson en elsigloXXI(de 2000 en adelante)
Durante las décadas de 1990 y 2000, Nelson salió constantemente de gira y grabó varios discos, incluyendo Teatro, y tocó con otros artistas contemporáneos como Phish, Johnny Cash y Toby Keith. Su dúo con Keith, "Beer for My Horses", llegó al primer puesto de la lista Hot Country Songs y se mantuvo durante seis semanas consecutivas en 2003, mientras que el videoclip ganó el premio al mejor video en los Academy of Country Music Awards. Nelson también apareció en el álbum de Ringo Starr Ringo Rama cantando "Write One for Me".
Nelson encabezó el concierto Tsunami Relief Austin to Asia en beneficio de las víctimas del terremoto del océano Índico de 2004, que recaudó 75 000 dólares para UNICEF. El mismo año, un dúo con Ray Charles en la canción "Busted" fue publicado en el álbum Genius & Friends. Por otra parte, el concierto ofrecido con el trompetista de jazz Wynton Marsalis en el Lincoln Center fue publicado en el álbum en directo Two Men with the Blues y alcanzó el primer puesto en la lista Top Jazz Albums y el veinte en Billboard 200. El mismo año, Nelson grabó Moment of Forever con Buddy Cannon como productor. Un año después, Nelson y Marsalis se unieron a Norah Jones en un concierto homenaje a Ray Charles, publicado en el álbum Here We Go Again: Celebrating the Genius of Ray Charles en 2011.

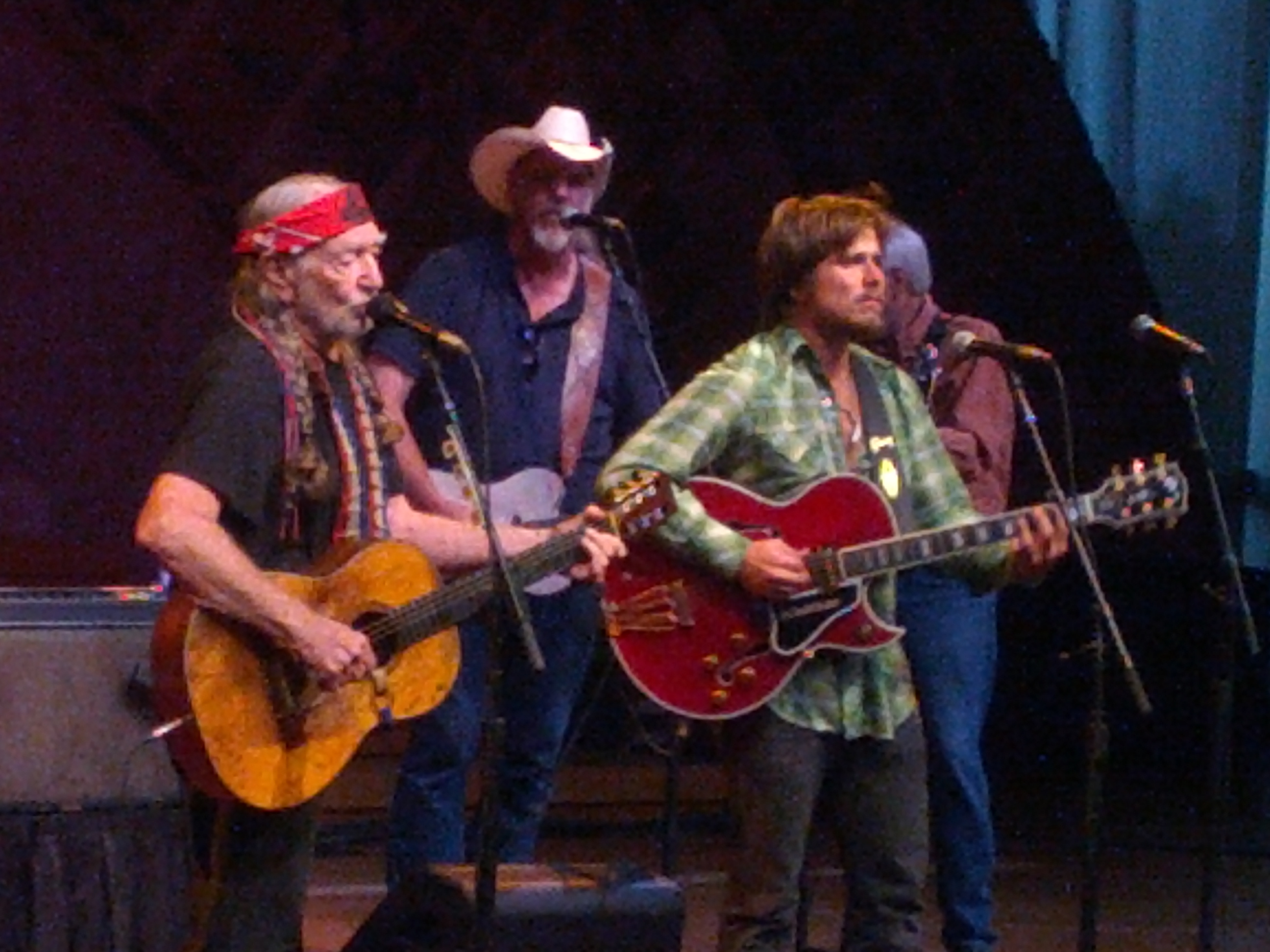
Nelson y su hijo Lukas en concierto en julio de 2012.

En 2010, Nelson publicó Country Music, un álbum de clásicos producido por T-Bone Burnett que llegó al puesto cuatro en la lista de discos de country y al veinte en Billboard 200. Además, fue nominada como mejor álbum de americana en la 53.ª entrega de los premios Grammy. En 2011, participó en el concierto Kokua for Japan, un concierto homenaje a las víctimas del terremoto y tsunami de Japón de 2011 que recaudó 1,6 millones de dólares.
En febrero de 2012, Legacy Recordings firmó un contrato con Nelson que incluyó la publicación de nuevo material, así como trabajos anteriores complementados con tomas alternativas y descartes seleccionados por el artista. Con el nuevo contrato, Cannon volvió a producir nuevos discos de Nelson. Después de seleccionar el material con el cantante, el método de trabajo de Cannon consistió en grabar las pistas con músicos de sesión, con las tomas completadas a posteriori con Nelson por separado. La asociación de Cannon con Nelson también se extendió a la composición, intercambiando entre ambos mensajes de texto.
El primer álbum de Nelson para Legacy fue Heroes, que incluyó la colaboración de su hijo Lukas, Ray Price, Merle Haggard, Snoop Dogg, Kris Kristofferson, Jamey Johnson, Billy Joe Shaver y Sheryl Crow. Heroes llegó al cuarto puesto en la lista Top Country Albums. Su siguiente trabajo fue To All the Girls..., una colección de duetos con cantantes femeninas como Dolly Parton, Loretta Lynn, Rosanne Cash, Sheryl Crow, Mavis Staples, Norah Jones, Emmylou Harris, Carrie Underwood y Miranda Lambert. El álbum entró en el puesto dos de la lista Top Country Albums, lo cual marcó su mejor registro desde el lanzamiento en 1989 de A Horse Called Music.
Su último álbum hasta la fecha, Band of Brothers, supuso el primer trabajo con composiciones de Nelson desde el lanzamiento de Spirit en 1996. Tras su publicación, llegó al primer puesto de la lista Top Country Albums y al cinco de Billboard 200, su mejor posición desde el lanzamiento de Always on My Mind en 1982.
En 2018 lanzó un álbum llamado My Way.

## Activismo sociopolítico
Nelson es un miembro activo de numerosas causas. Junto a Neil Young y John Mellencamp, fundó Farm Aid en 1985 para asistir y aumentar la conciencia sobre la importancia de la agricultura familiar, después de que Bob Dylan comentara durante un concierto Live Aid que parte del dinero recaudado ayudase a granjeros estadounidenses en peligro de perder sus propiedades a causa de deudas hipotecarias. El primer concierto incluyó la participación de Dylan, Young, Billy Joel, B.B. King y Roy Orbison, entre otros, y recaudó cerca de nueve millones de dólares para granjeros estadounidenses. Además de organizar y tocar en conciertos anuales, Nelson es presidente de Farm Aid.
Firme defensor de la legalización de la marihuana, Nelson es también copresidente de la junta asesora de la Organización Nacional para la Reforma de las Leyes de Marihuana (NORML) y ha trabajado con ella durante años. En 2005, Nelson y su familia acogieron el primer Willie Nelson & NORML Benefit Golf Tournament, que le llevó a aparecer en la portada de la revista High Times. Después de ser arrestado por posesión de marihuana en 2010, Nelson creó el TeaPot Party bajo el lema Tax It, Regulate It and Legalize It!.
En 2001, tras los ataques terroristas del 11-S, participó en el teletón America: A Tribute to Heroes, y cantó junto a otros artistas "America the Beautiful". Diez años después, durante una entrevista con Larry King, Nelson expresó sus dudas sobre los ataques y sobre la versión oficial de los hechos: al respecto, explicó que no creía que los edificios pudieran caer por el daño realizado por el choque de los aviones, atribuyéndolo al resultado de una posible implosión.
Nelson también apoyó la campaña de Dennis Kucinich durante las elecciones primarias dentro del Partido Demócrata apareciendo en eventos, recaudando dinero y componiendo la canción "Whatever Happened to Peace on Earth?", en la que criticaba la guerra de Irak. Además, grabó un anuncio de radio pidiendo su apoyo para el músico y autor Kinky Friedman como candidato independiente en las elecciones a gobernador de Texas. Friedman prometió a Nelson un trabajo en Austin como jefe de una nueva comisión de energía debido a su apoyo a los biocombustibles.
En 2004, Nelson y su esposa Annie se convirtieron en socios de Bob y Kelly King en la construcción de dos plantas de biocombustibles Pacific Bio-diesel, una en Salem, Oregón y otra en Carl's Corner, Texas. Un año después, fundó la Willie Nelson Biodiesel, una compañía que comercializa biodiésel en las paradas de camiones. El combustible está hecho de aceite vegetal, principalmente aceite de soja, y puede ser quemado sin modificaciones en los motores diésel.
Nelson es también un firme defensor de un mejor tratamiento de los caballos y ha hecho campaña para la aprobación de la American Horse Slaughter Prevention Act (H.R. 503/S. 311). Está en el Consejo de Administración del instituto y ha adoptado varios caballos de Habitat for Horses.
Defensor también del movimiento LGBT, Nelson publicó en 2006 una versión del tema de Ned Sublette "Cowboys Are Frequently, Secretly Fond of Each Other". Durante una entrevista en Texas Monthly en 2013, Nelson se refirió a la ley de defensa del matrimonio y el matrimonio entre personas del mismo sexo en los Estados Unidos, y respondió a una comparación que el entrevistador hizo con el movimiento por los derechos civiles diciendo: "Volveremos a mirar atrás y diremos que fue una locura que alguna vez hubiésemos discutido sobre eso."

## Discografía
| - And Then I Wrote (1962) - Here's Willie Nelson (1963) - Country Willie - His Own Songs (1965) - Country Favorites-Willie Nelson Style (1966) - Make Way for Willie Nelson (1967) - The Party's Over (1967) - Texas in My Soul (1968) - Good Times (1968) - My Own Peculiar Way (1969) - Both Sides Now (1970) - Laying My Burdens Down (1970) - Yesterday's Wine (1971) - Willie Nelson and Family (1971) - The Willie Way (1972) - Shotgun Willie (1973) - Phases and Stages (1974) - Red Headed Stranger (1975) - The Sound in Your Mind (1976) - The Troublemaker (1976) - To Lefty From Willie (1977) - There'll Be No Teardrops Tonight (1978) - Stardust (1978) - Sings Kristofferson (1979) - Pretty Paper (1979) - The Electric Horseman (1979) - Honeysuckle Rose (1980) - Family Bible (1980) | - Somewhere Over The Rainbow (1981) - Always On My Mind (1982) - Pancho & Lefty (1982) - Tougher Than Leather (1983) - Without a Song (1983) - Take It To The Limit (1983) - Angel Eyes (1984) - City of New Orleans (1984) - Me and Paul (1985) - Half Nelson (1985) - Highwayman (1985) - Partners (1986) - The Promiseland (1986) - Island in the Sea (1987) - What A Wonderful World (1988) - A Horse Called Music (1989) - Born for Trouble (1990) - Any Old Arms Won't Do (1992) - The IRS Tapes: Who'll Buy My Memories? (1992) - Across the Borderline (1993) - Moonlight Becomes You (1994) - Healing Hands of Time (1994) - Six Hours at Pedernales (1994) - Just One Love (1995) - Spirit (1996) - How Great Thou Art (1996) - Teatro (1998) - Night and Day (1999) - Milk Cow Blues (2000) | - Tales Out of Luck (Me and the Drummer) (2000) - Rainbow Connection (2001) - The Great Divide (2002) - Alive and Kickin' (2003) - Nacogdoches (2004) - It Always Will Be (2004) - Countryman (2005) - You Don't Know Me: The Songs of Cindy Walker (2006) - Songbird (2006) - Moment of Forever (2008) - Two Men with the Blues (2008) - American Classic (2009) - Country Music (2010) - Remember Me, Vol. 1 (2011) - Here We Go Again: Celebrating the Genius of Ray Charles (2011) - Heroes (2012) - Let's Face the Music and Dance (2013) - To All the Girls... (2013) - Band of Brothers (2014) - Django & Jimmie (2015) - Summertime: Willie Nelson Sings Gershwin (2016) - God's Problem Child (2017) - Last Man Standing (2018) - Ride Me Back Home (2019) - First Rose of Spring (2020) - That's Life (2021) | - The Willie Nelson Family (2021) - I don't know a thing about love (2023) |

## Premios y distinciones
Premios Óscar
| Año  | Categoría              | Canción             | Película         | Resultado |
| ---- | ---------------------- | ------------------- | ---------------- | --------- |
| 1981 | Mejor canción original | "On the Road Again" | Honeysuckle Rose | Nominado  |